# Pour l'amour ou le pays
Pour plus de détails, voir Fiche technique et Distribution.
Pour l'amour ou le pays (For Love or Country: The Arturo Sandoval Story) est un téléfilm américain de 2000 réalisé par Joseph Sargent.

## Synopsis
Dans ce film basé sur une histoire vraie, Arturo Sandoval est un trompettiste phénoménal, mais il se heurte à un obstacle important dans la poursuite de son art : Le jazz est illégal dans son pays, l'île de Cuba, où seule la musique approuvée par l'État peut être jouée. Voulant échapper à la répression, Sandoval sait que la seule façon de vivre ses rêves sera de fuir aux États-Unis. Cependant, il est tombé amoureux de Marianela, une communiste dévouée.

## Fiche technique
- Titre original : For Love or Country: The Arturo Sandoval Story
- Titre français : Pour l'amour ou le pays
- Réalisation : Joseph Sargent
- Scénario : Timothy J. Sexton
- Photographie : Donald M. Morgan
- Montage : Michael Brown
- Production : 	Celia D. Costas
- Pays d'origine :  États-Unis
- Langue : Anglais
- Durée : 120 minutes
- Date de sortie : 18 novembre 2000 (USA)

## Distribution
- Andy García (VF : Bernard Gabay) : Arturo Sandoval
- Mía Maestro (VF : Anneliese Fromont) : Marianela
- Gloria Estefan (VF : Caroline Beaune) : Emilia
- David Paymer (VF : Gilbert Lévy) : l'intervieweur de l'ambassade
- Charles S. Dutton (VF : Med Hondo) : Dizzy Gillespie
- Tomas Milian (VF : Jean Lescot) : Sosa
- Freddy Rodríguez (VF : Benjamin Pascal) : Leonel
- José Zúñiga (VF : Lionel Henry) : Paquito D'Rivera
- Steven Bauer : Angel
- Fionnula Flanagan : Sally
- Miguel Sandoval (VF : Mostefa Stiti) : Osvaldo
- Fernanda Andrade : Paloma
- Arturo Sandoval : Valet (non crédité brève apparition)